# HANABI!!
「HANABI!!」（ハナビ!!）は、LinQの7枚目、メジャー2作目のシングル。

## 概要
2013年6月9日（日）の通常公演第2部で、8月7日にワーナーミュージックより2ndシングル「HANABI!!」のリリースが決定したことを発表。同時に翌週の6月15日の公演で初披露されることも発表され、6月15日・16日の公演は「新曲披露」と題した通常公演が開催された。
8月6日（フライングゲット日）から8月10日まで、リリースイベントとして、全国各地でミニライブ＆写真お渡し会が行われる。フラゲ日のリリースイベントでは、フラゲ日限定のスペシャル特典として、CD購入者先着100名に「HANABI!!」ポスターをプレゼントする企画が実施された。

## 収録曲[4]

### 初回限定盤A
- CD

1. HANABI!!
（作詞：安田尊行 / 作曲・編曲：SHiNTA）
2. LaLaLa〜Qty version〜
（作詞：安田尊行 / 作曲・編曲：成瀬祐介）
3. HANABI!!（Instrumental）
4. LaLaLa〜Qty version〜（Instrumental）

- DVD

1. HANABI!! Music Video
2. HANABI!! Music Video Making Movie

### 初回限定盤B
- CD

1. HANABI!!
2. LaLaLa〜Lady version〜
（作詞：安田尊行 / 作曲・編曲：成瀬祐介）
3. HANABI!!（Instrumental）
4. LaLaLa〜Lady version〜（Instrumental）

- DVD

1. 「チャイムが終われば」リリース記念 福岡・東京 光シンクロライブ

### 初回限定盤C
- CD

1. HANABI!!
2. HANABI!!（Instrumental）

### 通常盤
- CD

1. HANABI!!
2. LaLaLa〜Qty version〜
3. LaLaLa〜Lady version〜

### 天神盤
- CD

1. HANABI!!
2. LaLaLa〜Qty version〜
3. LaLaLa〜Lady version〜
4. HANABI!!〜SHiNTA PLANET REMIX〜

※天神盤は天神ベストホールのみでの販売。